# Aron Friedmann
Pour les articles homonymes, voir Friedmann.
Aron Friedmann (né le 22 août 1855 à Šakiai (Royaume du Congrès), mort le 9 juin 1936 à Berlin) est un hazzan et compositeur de musique juive allemand.

## Biographie
Friedmann arrive en Allemagne en 1877 pour étudier dans un séminaire de professeurs juifs jusqu'en 1883 ; il est l'élève du compositeur Louis Lewandowski. Il devient le hazzan de la nouvelle synagogue de Berlin en 1882.
Friedmann étudie ensuite à la Hochschule für die Wissenschaft des Judentums et fonde aussitôt une académie d'histoire et de littérature juives. Il fait ainsi la connaissance de David Cassel et Leopold Zunz.
En parallèle, il est de 1883 à 1892 élève puis maître de conférences du conservatoire Stern et travaille avec Friedrich Gernsheim. Fin 1892, il est chargé d'une conférence à l'académie prussienne des arts.
Il rencontre le compositeur Martin Blumner avec lequel il collabore souvent pour l'Académie de chant de Berlin. En 1884, il est promu premier chantre et en 1907, il reçoit le titre de directeur royal musical. En 1914, il est promu grand chantre. En 1923, il commence à prendre sa retraite.
Son traité Der synagogale Gesang (1908) est l'une des premières œuvres de recherche moderne sur la musique juive ashkénaze.

## Source, notes et références
- (de) Cet article est partiellement ou en totalité issu de l’article de Wikipédia en allemand intitulé « Aron Friedmann » (voir la liste des auteurs).